# Rejon karmaskaliński
Rejon karmaskaliński (ros. Кармаскалинский район) - jeden z 54 rejonów w Baszkirii. Stolicą regionu jest Karmaskali.
100% populacji stanowi ludność wiejska, ponieważ w regionie nie ma żadnego miasta.